# 535-й миномётный полк
535-й миномётный Печенгский Краснознамённый ордена Красной Звезды полк - воинское подразделение Вооружённых Сил СССР в Великой Отечественной войне.

## История
Сформирован в конце 1942 года как 535-й армейский миномётный полк
В составе действующей армии с 27.12.1942 года по 04.02.1944 и с 15.03.1944 по 16.11.1944 года.
По поступлении в действующую армию вёл боевые действия в составе 20-й армии, весной 1943 года принимал участие в Ржевско-Вяземской операции, затем находился в обороне на центральном участке фронта во втором эшелоне. С августа 1943 в составе 5-й армии участвовал в Смоленской операции, поддерживал наступление стрелковых частей в районе Секарево в 18 километрах юго-восточнее города Дорогобуж, затем продолжал наступление в оршанском направлении, вёл тяжёлые бои, понёс большие потери, после чего выведен в резерв.
В марте 1944 года направлен в Карелию, а в июне 1944 года переброшен на рубеж реки Свирь, принимает участие в Свирско-Петрозаводской операции.
Затем переброшен в Заполярье, где принял участие в Петсамо-Киркенесской операции.
18.12.1944 года преобразован в 535-й гвардейский миномётный полк.

## Полное наименование
- 535-й армейский миномётный Печенгский полк

## Подчинение
| Дата            | Фронт (округ)            | Армия                  | Корпус | Дивизия | Бригада | Примечания |
| --------------- | ------------------------ | ---------------------- | ------ | ------- | ------- | ---------- |
| 01.01.1943 года | Западный фронт           | 20-я армия             | -      | -       | -       | -          |
| 01.02.1943 года | Западный фронт           | 20-я армия             | -      | -       | -       | -          |
| 01.03.1943 года | Западный фронт           | 20-я армия             | -      | -       | -       | -          |
| 01.04.1943 года | Западный фронт           | 20-я армия             | -      | -       | -       | -          |
| 01.05.1943 года | Западный фронт           | 20-я армия             | -      | -       | -       | -          |
| 01.06.1943 года | Западный фронт           | 20-я армия             | -      | -       | -       | -          |
| 01.07.1943 года | Западный фронт           | 20-я армия             | -      | -       | -       | -          |
| 01.08.1943 года | Западный фронт           | 5-я армия              | -      | -       | -       | -          |
| 01.09.1943 года | Западный фронт           | 5-я армия              | -      | -       | -       | -          |
| 01.10.1943 года | Западный фронт           | 5-я армия              | -      | -       | -       | -          |
| 01.11.1943 года | Западный фронт           | 10-я гвардейская армия | -      | -       | -       | -          |
| 01.12.1943 года | Западный фронт           | 10-я гвардейская армия | -      | -       | -       | -          |
| 01.01.1944 года | Западный фронт           | -                      | -      | -       | -       | -          |
| 01.02.1944 года | Западный фронт           | -                      | -      | -       | -       | -          |
| 01.03.1944 года | Московский военный округ | -                      | -      | -       | -       | -          |
| 01.04.1944 года | Карельский фронт         | 19-я армия             | -      | -       | -       | -          |
| 01.05.1944 года | Карельский фронт         | 19-я армия             | -      | -       | -       | -          |
| 01.06.1944 года | Карельский фронт         | 19-я армия             | -      | -       | -       | -          |
| 01.07.1944 года | Карельский фронт         | 7-я армия              | -      | -       | -       | -          |
| 01.08.1944 года | Карельский фронт         | 7-я армия              | -      | -       | -       | -          |
| 01.09.1944 года | Карельский фронт         | 7-я армия              | -      | -       | -       | -          |
| 01.10.1944 года | Карельский фронт         | 14-я армия             | -      | -       | -       | -          |
| 01.11.1944 года | Карельский фронт         | 14-я армия             | -      | -       | -       | -          |
| 01.12.1944 года | Резерв Ставки ВГК        | -                      | -      | -       | -       | -          |

## Командиры
- подполковник Роговой Пётр Афанасьевич

## Награды и наименования
| Награда (наименование)             | Дата                                                          | За что получена |
| ---------------------------------- | ------------------------------------------------------------- | --- |
| Почётное наименование «Печенгский» | Приказ ВГК № 0354 от 31.10.1944 года                          | за образцовое выполнение заданий командования в боях с немецкими захватчиками, за овладение городом Петсамо (Печенга) и проявленные при этом доблесть и мужество.                                  |
| Орден Красного Знамени             | Указ Президиума Верховного Совета СССР от 2 июля 1944 года    | За образцовое выполнение заданий командования в боях с немецко-финскими захватчиками при форсировании реки Свирь, прорыве сильно укреплённой обороны противника и проявленные доблесть и мужество. |
| Орден Красной Звезды               | Указ Президиума Верховного Совета СССР от 14 ноября 1944 года | За образцовое выполнение заданий командования в боях с немецкими захватчиками ,за освобождение районов Никель, Ахмалахти, Сальмиярви и проявленные при этом доблесть и мужество.                   |